# 39 Aquarii
39 Aquarii, som är stjärnans Flamsteed-beteckning, är en ensam stjärna belägen i den mellersta delen av stjärnbilden Vattumannen. Den har en skenbar magnitud på 6,03  och är mycket svagt synlig för blotta ögat där ljusföroreningar ej förekommer. Baserat på parallaxmätning inom Hipparcosuppdraget på ca 22,5 mas, beräknas den befinna sig på ett avstånd på ca 145 ljusår (ca 44 parsek) från solen. Den rör sig bort från solen med en heliocentrisk radialhastighet på ca 15 km/s.

## Egenskaper
39 Aquarii är en gul till vit stjärna i huvudserien av spektralklass F0 V. Den har en massa som är ca 35 procent större än solens massa, en radie som är ca 1,8 gånger större än solens och utsänder från dess fotosfär ca 6 gånger mera energi än solen vid en effektiv temperatur av ca 6 800 K.
39 Aquarii har en visuell följeslagare av magnitud 9,3 med en vinkelavskiljning från huvudstjärnan med 0,6 bågsekunder vid en positionsvinkel på 257°.